# Ron Boschma
Ron Boschma, né le 12 mars 1963 à Muiden est un économiste néerlandais spécialisé en géographie régionale. Ses travaux sur le déploiement de l'innovation dans les territoires s'inscrivent dans la géographie économique évolutionniste dont il l'un des créateurs. Ses travaux sont récompensés en 2024 par le prix Vautrin-Lud.

## Biographie
Ronald Adalbert Boschma naît le 12 mars 1963 à Muiden aux Pays-Bas. Il suit des cours de géographie économique à l'université d'Amsterdam et soutient sa thèse de doctorat en économie à l'université Érasme de Rotterdam en 1994,. Elle s'intitule Looking through a window of locational opportunity. A long-term spatial analysis of technoindustrial upheavals in Great Britain and Belgium (À travers une fenêtre d'opportunité de localisation. Une analyse spatiale à long terme des bouleversements techno-industriels en Grande-Bretagne et en Belgique). Il travaille ensuite à l'université de Bologne en Italie, à l'université d'Utrecht, puis à l'université de Lund en Suède et à l'université de Stavanger en Norvège,,. 
Ses travaux trouvent un large écho dans les structures publiques auprès de qui il réalise plusieurs études : ministères néerlandais, Commission européenne, Fondation européenne de la science, Organisation de coopération et de développement économiques ou pour le gouvernement italien.
Il est à l'origine de la revue Papers in Evolutionary Economic Geography afin d'ouvrir un support de recherche dans cette spécialité.

## Travaux
Les recherches de Ron Boschma s'inscrivent dans la géographie économique, la diffusion de l'innovation et la géographie régionale. Il apporte un volet spatial à l'économie évolutionniste et en proposant une classification des proximités.

### Apport à la géographie économique évolutionniste
La géographie économique évolutionniste proposée par Ron Boschma et ses collègues Koen Frenken et Ron Martin rapproche le cycle de vie des entreprises de celui de la théorie de l'évolution. Des entreprises sont adaptées à leur environnement et donc y survivent, et d'autres ne le sont plus et disparaissent. Les entreprises ont un impact économique sur le territoire, ce qui produit une coévolution lorsque les liens sont étroits entre les deux, avec le développement d'un cluster d'entreprises dans un domaine spécifique. Il propose le concept de « relatedness (connexité, parenté) » pour décrire des entreprises qui sur un même territoire ont des connaissances et compétences communes, en décrivant leur type de structure et à quelle échelle elles agissent. Il l'associe au concept de « complexité » pour expliquer pourquoi certains secteurs, avec des activités multiples, réussissent mieux économiquement. Cette approche du développement, où les structures sont reliées et pas forcément intégrées, trouve un écho dans les politiques publiques européennes qui mobilisent ces analyses.

### Recherches sur la notion de proximité
Ron Boschma institutionnalise la notion de proximité en proposant sa décomposition en cinq types : proximité géographique, cognitive, sociale, institutionnelle et organisationnelle. Cette typologie est très reprise pour décrire les différentes facettes de la diffusion et la pérennisation de l'innovation,. Elle montre que c'est dans des territoires où il y déjà eu de l'innovation lorsqu'une nouvelle survient, celle-ci se diffuse d'autant plus rapidement par la suite.

## Hommages et distinctions

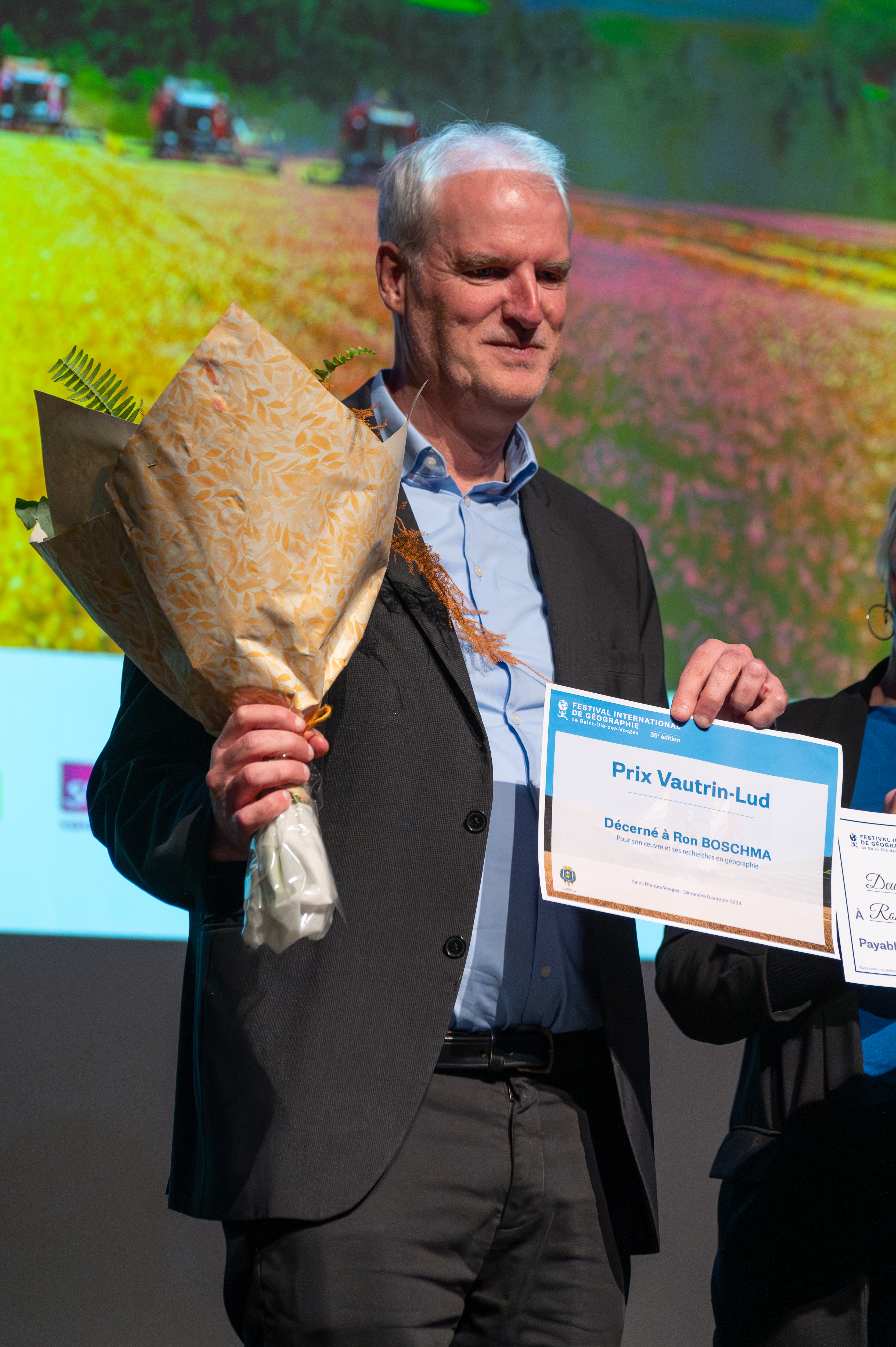
Ron Boschma lors de la remise du prix Vautrin-Lud 2024 au Festival international de géographie.

- Fellow de l'Academy of Social Sciences depuis 2012[4];
- Prix Vautrin-Lud en 2024[13].

## Publications
Ron Boschma est l'auteur d'une centaine de publications qui en font l'un des chercheurs les plus cités dans le monde d'après le classement Thomson Reuters,.

### Ouvrages
- The handbook of evolutionary economic geography, Elgar, 2010 (ISBN 978-1-84720-491-2 et 978-1-84980-413-4)
- Handbook of regional innovation and growth, Edward Elgar, 2013 (ISBN 978-0-85793-151-1)

### Articles scientifiques
- Ron Boschma, « Proximité et innovation », Économie rurale, vol. 280, no 1,‎ 2004, p. 8–24 (DOI 10.3406/ecoru.2004.5469, lire en ligne, consulté le 3 octobre 2024)
- (en) Bjørn T. Asheim, Ron Boschma et Philip Cooke, « Constructing Regional Advantage: Platform Policies Based on Related Variety and Differentiated Knowledge Bases », Regional Studies, vol. 45, no 7,‎ juillet 2011, p. 893–904 (ISSN 0034-3404 et 1360-0591, DOI 10.1080/00343404.2010.543126, lire en ligne, consulté le 3 octobre 2024)
- (en) Ron Boschma, « Proximity and Innovation: A Critical Assessment », Regional Studies, vol. 39, no 1,‎ février 2005, p. 61–74 (ISSN 0034-3404 et 1360-0591, DOI 10.1080/0034340052000320887, lire en ligne, consulté le 3 octobre 2024)
- Ron Boschma et Koen Frenken, « Why is economic geography not an evolutionary science? Towards an evolutionary economic geography », Journal of Economic Geography, vol. 6,‎ juin 2006, p. 273–302 (DOI 10.1093/jeg/lbi022, lire en ligne, consulté le 3 octobre 2024)
- (en) Frank Neffke, Martin Henning et Ron Boschma, « How Do Regions Diversify over Time? Industry Relatedness and the Development of New Growth Paths in Regions », Economic Geography, vol. 87, no 3,‎ juillet 2011, p. 237–265 (DOI 10.1111/j.1944-8287.2011.01121.x, lire en ligne, consulté le 3 octobre 2024)